# Khurai
Khurai è una suddivisione dell'India, classificata come municipality, di 31.887 abitanti, situata nel distretto di Sagar, nello stato federato del Madhya Pradesh. In base al numero di abitanti la città rientra nella classe III (da 20.000 a 49.999 persone).

## Geografia fisica
La città è situata a 24° 3' 0 N e 78° 19' 0 E e ha un'altitudine di 435 m s.l.m..

## Società

### Evoluzione demografica
Al censimento del 2001 la popolazione di Khurai assommava a 31.887 persone, delle quali 16.616 maschi e 15.271 femmine. I bambini di età inferiore o uguale ai sei anni assommavano a 4.809, dei quali 2.460 maschi e 2.349 femmine. Infine, coloro che erano in grado di saper almeno leggere e scrivere erano 22.678, dei quali 12.983 maschi e 9.695 femmine.